# Henri Frotier de La Messelière
Henri Frotier de La Messelière (Plesder, 2 novembre 1875 – Saint-Brieuc, 7 dicembre 1965) è stato uno storico e genealogista francese.

## Biografia
Discendente di un'antica famiglia nobile nei pressi di Melle (nel Deux-Sèvres), che diede alla Chiesa due vescovi e un siniscalco di Poitou ai reali, Henri Frotier de La Messelière è il terzo di cinque figli di Paul Frotier de La Messelière, capitano del reggimento degli Zuavi pontifici e dell'esercito dei Volontari d'Occidente (1870), e di Louise de Chalus.
Laureato in giurisprudenza nel 1899, difese la tesi di dottorato in scienze politiche ed economiche su La noblesse en Bretagne avant 1789 («La nobiltà bretone prima del 1789» (cioè la rivoluzione francese)). Il 7 ottobre 1903, sposò Jeanne de Coatgoureden a Saint-Brieuc. Da questa unione nacquero quattro figlie e due figli (Anne, Paul, Yvonne, Henriette, François e Gabrielle).
Si stabilì definitivamente a Saint-Brieuc per dedicarsi alla ricerca storica, archeologica e araldica. Per più di cinquant'anni, Henri de La Messelière percorso a piedi o in bicicletta tutti i vicoli infossati della Bretagna, scoprendo testimonianze d'un remoto passato: menhir, antiche fortificazioni, fortezze in rovina, chiese e palazzi. Pubblicò opere storiche e geografiche di grande interesse così tanto che è considerato oggi come un pioniere del turismo moderno.

### Opere storiche, genealogiche e letterarie
Tra le sue opere, la più nota è quella delle  Filiations bretonnes («filiazioni bretoni»). Comprende quasi 3 800 pagine in sei volumi e indica la filiazione diretta dal 1650 dei rappresentanti delle famiglie dagli stemmi bretoni, riproducendoli. Scrisse i primi cinque volumi; il sesto fu scritto da Jean Durand de Saint-Front (1905-1985).
La sottoserie 60 J degli archivi dipartimentali Côtes-d'Armor è stata creata grazie a successive donazioni di Henri de La Messelière. La collezione di questo studioso novecentesco riguarda essenzialmente il patrimonio storico e archeologico delle Côtes-d'Armor e rappresenta un totale di quasi 12 metri lineari di scaffalature. Questa raccolta documentaria e iconografica è di particolare interesse per tutti gli appassionati di genealogia, araldica e archeologia bretoni.

### Opere artistiche
Durante i suoi vagabondaggi per la Bretagna, Henri Frotier de La Messelière progettò la maggior parte degli edifici religiosi, cappelle, chiese, calvari così come i castelli e i palazzi il cui carattere storico è menzionato in tutte le sue opere. Il Museo delle Belle Arti di Saint-Brieuc e il Museo delle Belle Arti di Rennes conservano ed espongono alcune delle sue opere.

### Distinzione
Henri Frotier de La Messelière è Cavaliere della Legione d'Onore.

## Pubblicazioni
- La Noblesse en Bretagne avant 1789, Rennes, Imprimerie Edonneur, 1902.
- Recueil de généalogie des familles Frotier de La Messelière, de Chalus et de Coatgourden, 2 Vol., Rennes, Imprimerie Edonneur, 1904, 1 350 pp., 280 illustrazioni.
- Étude d'un débris de verrière : les portraits des sires de Coëtquen dans l'église de Saint-Hélen (Côtes-du-Nord), 7 disegni, Saint-Brieuc, Francisque Guyon, 1907.
- Nouveau guide illustré d'Ille-et-Vilaine, 70 disegni, Rennes, Simon, 1908.
- Histoire des principales familles de la paroisse d'Évran (Côtes-du-Nord), 20 disegni, Saint-Brieuc, Francisque Guyon, 1908.
- Souvenirs en forme de mémoire d'Henriette de Monbielle d'Hus, marquise de Ferrières-Marsay, 1744-1837, Saint-Brieuc, René Prudhomme, 1910.
- Ascendances au 4° et postérité du bienheureux Charles de Blois et de Jeanne, comtesse de Penthièvre, de 1337 à 1912, Saint-Brieuc, René Prudhomme, 1912.
- Filiations bretonnes (1650-1912), 5 volumi, 1470 insegne e stemmi, Saint-Brieuc, René Prudhomme, 3 781 pp., dal 1912 al 1933.
- Le Pays de Lamballe, 100 schizzi, Saint-Brieuc, Société d'émulation des Côtes-du-Nord, Francisque Guyon, 1921.
- Le territoire des Côtes-du-Nord, Saint-Brieuc, Société d'émulation des Côtes-du-Nord, Francisque Guyon, 1927.
- Ascendances et parentés, 300 viste e piani, 250 documenti araldici, 500 famiglie studiate, Saint-Brieuc. 1929.
- Saint-Brieuc, principal centre touristique des Côtes-du-Nord, mappe di antiche strade, 30 piante di castelli, Saint-Brieuc, Presses Bretonnes, 1934.
- De l'âge probable des châteaux de terre des Côtes-du-Nord, 40 piani, Saint-Brieuc, Presses bretonnes, 1934.
- Fortifications de pierre des Côtes-du-Nord, 30 piani, Saint-Brieuc, Presses bretonnes, 1935.
- Géographie historique des Côtes-du-Nord, Saint-Brieuc, Presses Bretonnes, 1938.
- Excursion dans le Regaire de Tréguier, 30 schizzi, Saint-Brieuc, Presses bretonnes, 1939.
- Manoirs bretons des Côtes-du-Nord, 60 schizzi, Saint-Brieuc, Presses bretonnes, 1941.
- État présent et origines des Frotier de La Messelière, de Bagneux et de La Coste-Messelière, numerose illustrazioni, Saint-Brieuc, Prudhomme, 1942.
- La légende des juveigneurs, 43 schizzi,, Saint-Brieuc, Presses Bretonnes, 1943.
- Le Bois-de-la-Roche et ses seigneurs; la Sainte de Néant, Saint-Brieuc, ritratti, Prudhomme, 1943.
- La statuaire ancienne dans les Côtes-du-Nord, Saint-Brieuc, Presses Bretonnes, 1945.
- Documents héraldiques du département d'Ille-et-Vilaine, 72 schizzi, Saint-Brieuc, Prudhomme, 1946.
- Le canton et la chastellenie de Corlay, 11 fogli di schizzi, Saint-Brieuc, Presses Bretonnes, 1946.
- Quintin-Avaugour, 23 fogli di schizzi, Saint-Brieuc, Presses Bretonnes, 1947.
- Catalogue illustré des monuments ruraux du Trégor et du Goëllo, 40 fogli di schizzi, Saint-Brieuc, Presses bretonnes, 1947.
- Le Poudouvre et le canton de Dinan-Est, 74 fogli di schizzi, Saint-Brieuc, Presses bretonnes, 1948.
- Le Poher, 27 fogli di schizzi, Saint-Brieuc, Presses bretonnes, 1949.
- Au cœur du Penthièvre, 138 fogli di schizzi, Saint-Brieuc, Presses bretonnes, 1951.
- Le Porhoêt des Côtes-du-Nord, Saint-Brieuc, Presses bretonnes, 1952.